# Kloster Liesborn

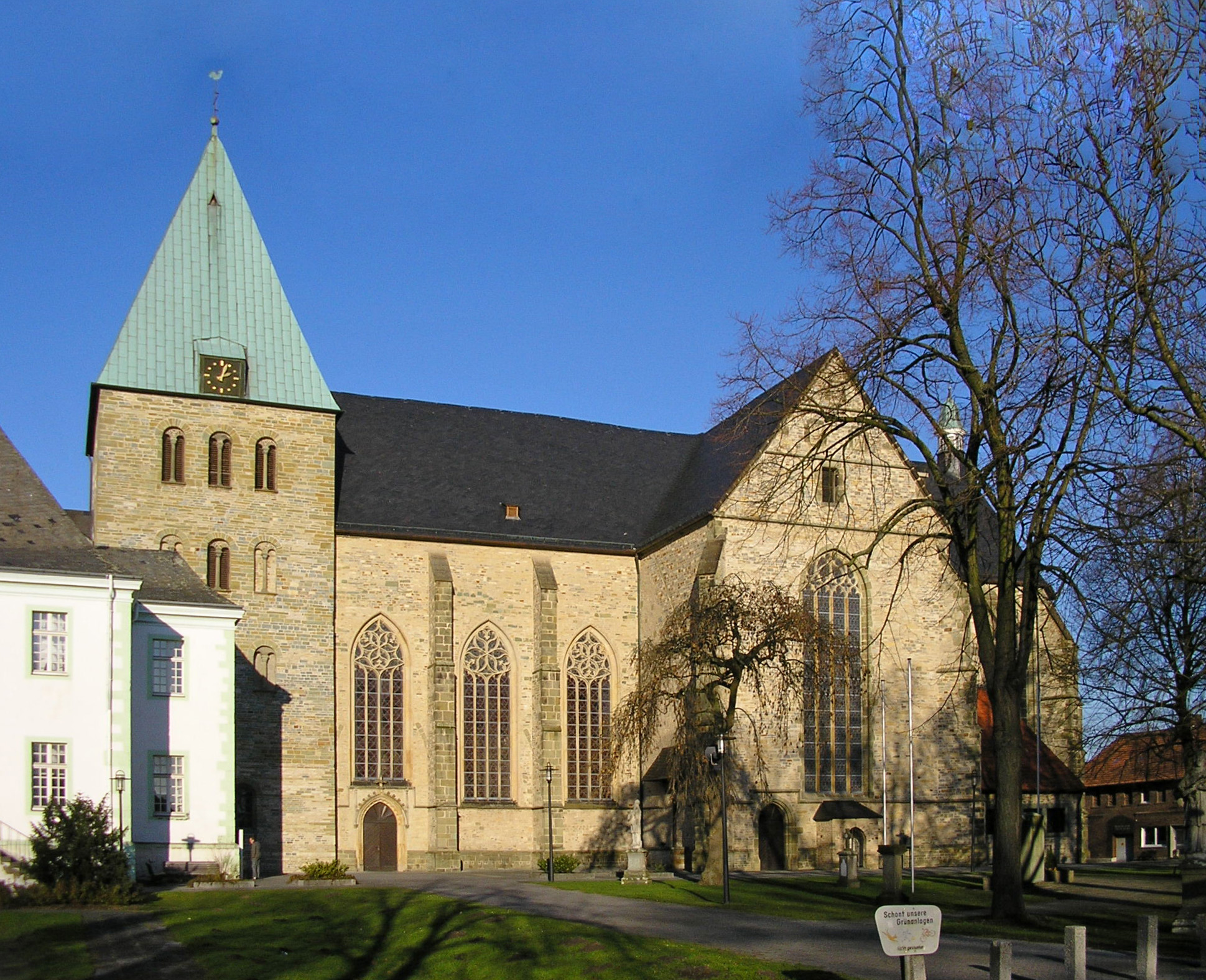
Klosterkirche zu Liesborn

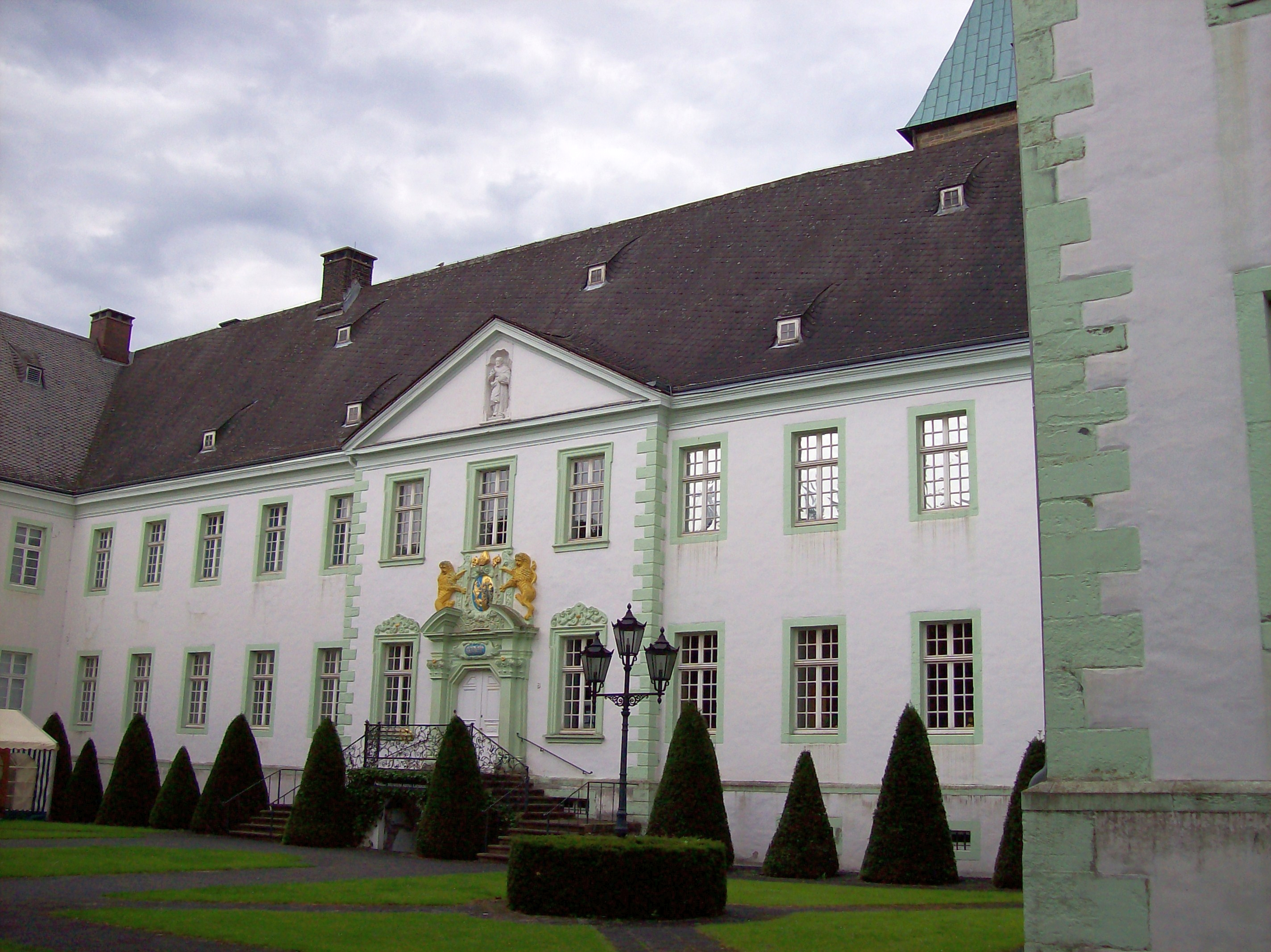
Abtei Liesborn erbaut von Michael Spanner

Das Kloster Liesborn in Liesborn, heute in der Gemeinde Wadersloh, Kreis Warendorf, wurde um 815 als Damenstift gegründet. Im Jahr 1131 wurde dieses aufgehoben und an seine Stelle trat eine Benediktinerabtei, die 1803 säkularisiert wurde. Heute befindet sich an jener Stelle das Museum Abtei Liesborn.

## Geschichte

### Das Damenstift
Die Quellenlage für die Zeit bis 1130 ist schlecht. Außer einer Urkunde von 1019, einer Liste von 13 Äbtissinnen und der Abschrift eines Nekrologs liegen keine Unterlagen vor. Daher ist die Geschichte in der Zeit des Damenstifts auch sehr unsicher. Die Gründung geht nach älteren Annahmen schon 785 auf Karl den Großen zurück. Wahrscheinlicher ist, dass die konkrete Gründung um 815, nach anderen Überlieferungen um 860, durch die sächsischen Adeligen Boso und Bardo erfolgte. Diese werden auch im Memorienbuch des Klosters als Gründer genannt. Für die frühere der beiden Datierungen spricht das 1980 veröffentlichte Ergebnis der Untersuchungen von Fundamentresten der Turmkapelle der Klosterkirche durch Archäologen des Landschaftsverbandes Westfalen-Lippe (LWL). Ihre Ausgrabungen zeigten, dass eine Mauertechnik verwendet worden war, die der Bauweise frühkarolingischer Bauten entspricht.
Patrone des Klosters waren neben der Gottesmutter Maria, die Heiligen Cosmas und Damian sowie der Heilige Prophet Simeon. Die erste Äbtissin war die als Heilige verehrte Roswindis oder auch Roswitha von Liesborn. Früher wurde vermutet, dass sie eine Schwester  Karls des Großen gewesen sei. Nach neuerer Auffassung gehörte sie wie die Klostergründer eher zur Familie der Bardonen. Sie könnte die Schwester des Grafen Bardo und Witwe des Grafen Liudolf gewesen sein, eines Ekbertiners. Weitere Äbtissinnen kamen aus dem lokalen Adel. Der Konvent hatte enge Beziehungen mit dem Stift Herzebrock. Deren erste Vorsteherin wurde in Liesborn erzogen.
Zur Gründungsausstattung des Klosters gehörten die vier Haupthöfe (curtes) Hollenhorst, Haskebrügge, Hentrup und Liesborn.
1019 übertrug Kaiser Heinrich II. dem Bischof von Münster das Recht, für das im Dreingau gelegene Kloster den Vogt zu bestimmen und die geistlichen Angelegenheiten zu regeln. Dies war möglicherweise Anlass für eine Fehde des Grafen Hermann von Eenham, zu dessen Machtbereich der Dreingau zählte, mit dem Bischof.

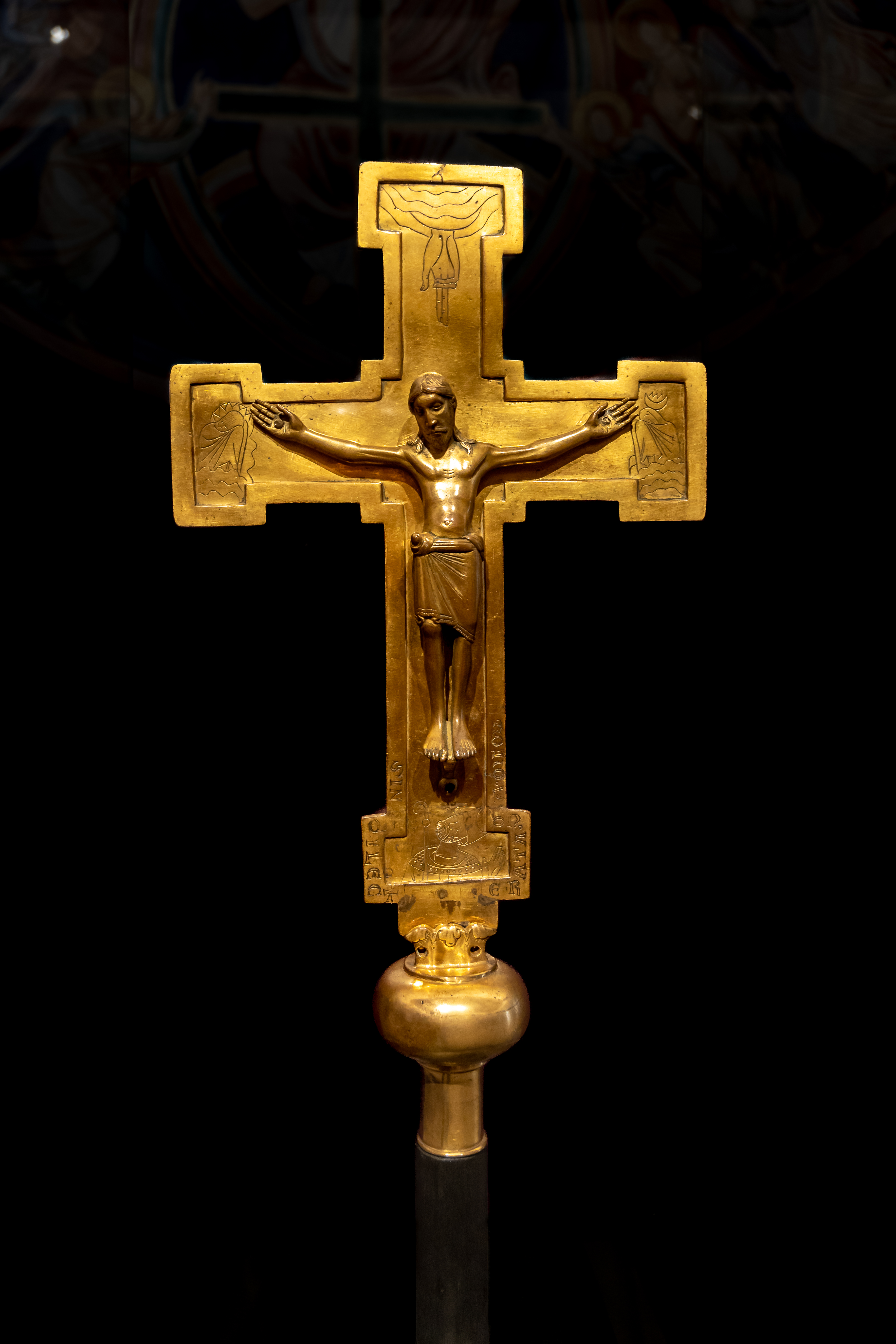
Simeonskreuz aus dem Jahr 1130

Zumindest im 11. Jahrhundert waren Angehörige des Grafenhauses Werl-Arnsberg Vögte. Auch später gab es noch enge Verbindungen. Angehörige des Hauses, wie Heinrich I. mit seinen Söhnen Heinrich II. und Gottfried II. übertrugen dem Kloster Besitzungen.
Im Laufe der Zeit nahm das Leben im Kloster immer stärker weltliche Züge an. Im Jahr 1121 wurde das Kloster von Truppen des Herzogs Lothar von Sachsen durch Feuer zerstört. Der Wiederaufbau erwies sich als schwierig. Auf Anweisung von Bischof Egbert von Münster wurden die Nonnen mit Hinweis auf ihren früheren „tadelswerten Lebenswandel“ vertrieben. Ein wichtiger Grund war, dass die vom Bischof unternommenen Reformanstrengungen von den Schwestern abgelehnt wurden. Die ehemaligen Bewohnerinnen wurden, sofern sie dies wünschten, aus Mitteln des Stifts unterhalten. Einige blieben in der Nähe, andere traten in Stifte im Umland ein.

### Das Benediktinerkloster

#### Aufschwung im Hochmittelalter

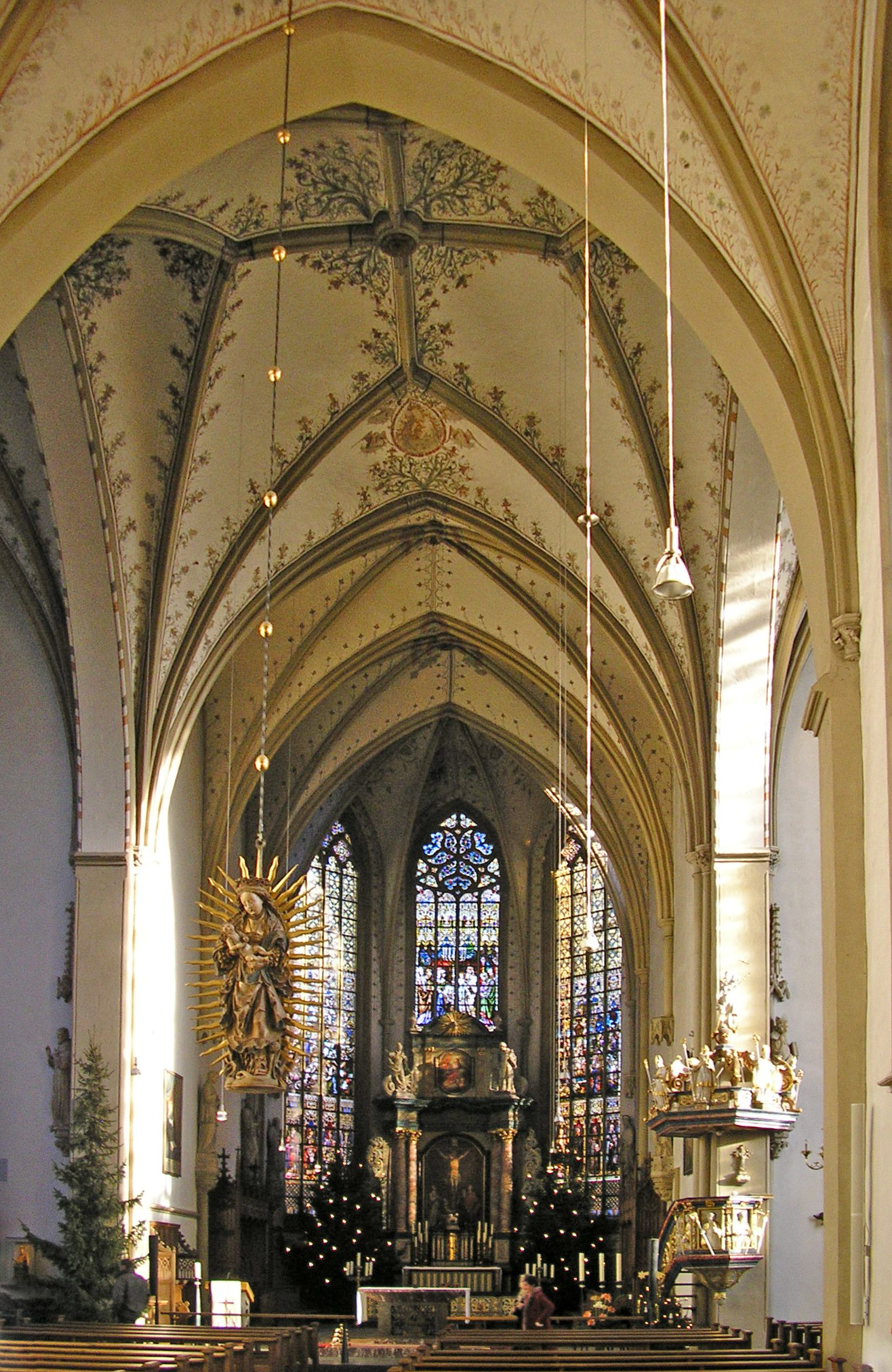
Blick zum Chorraum der Klosterkirche

Im Jahre 1131 erfolgte die Umwandlung in ein Benediktinerkloster. Die Stiftsdamen wurden durch Benediktinermönche ersetzt. Der Konvent folgte wahrscheinlich der Hirsauer Reform. Bischof Egbert gestand dem Kloster freie Abtwahl zu, behielt sich aber Ordination und Abtsbenediktion vor. Der zum ehemaligen Stift gehörende Klerus sowie die Adeligen und Ministralen mussten diese Entscheidung akzeptieren. Unklar ist in der Forschung die Herkunft der ersten Mönche. Weil die ersten Äbte auch in den Quellen von Hildesheim genannt werden, ist dieser Ort als Herkunft nicht unwahrscheinlich.
Die wirtschaftliche Situation war anfangs schlecht. Kirche und Gebäude waren nach einem Brand 1121 wohl noch nicht wiederhergestellt worden. Auf Grund dessen erhielt das Kloster von den Münsteraner Bischöfen in der Folge zahlreiche Schenkungen. Im Jahr 1144 bekam der Abt auch die Liesborner Archidiakonatsrechte der Klosterkirche, die zuvor beim Domkapitel gelegen hatten. Damit verbunden waren weitere Einkünfte. Im Jahr 1186 wurde dem Kloster der Zoll in Neuss überlassen.
Das Kloster gewann in der Folge beachtliches Ansehen und trat in Verbindung zu anderen geistlichen Einrichtungen. Liesborn war seit dem 13. Jahrhundert in ein enges Netz von Gebetsverbrüderungen eingebunden.
Im Jahr 1270 wurde das Kloster durch Brand erneut fast völlig zerstört. Ein Chronist beschrieb dies Ereignis in Hexametern.

#### Krise im Spätmittelalter
Mit der Zunahme des Wohlstandes im 13. Jahrhundert ließ die Klosterzucht erneut nach. Das Kloster wurde zunehmend zu einer Versorgungsanstalt von nachgeborenen Söhnen adeliger Familien. Daher wurde die Präbendenzahl genau festgelegt, um eine Überbelegung zu verhindern. Nach einer Urkunde von 1298 waren dies 22 volle Pfründen und 6 für Knaben. Diese Maßnahmen zeigten auf Dauer indes keine Wirkung.
Erst unter Abt Florin (1304–1328) begann der Neubau der Kirche. Mit einer gefälschten Urkunde verschaffte er sich die Pontifikalien. Von der Pest wurde das Kloster zwischen 1348 und 1351 stark betroffen. Durch Brandstiftung wurde das Kloster 1353 erneut fast völlig zerstört. Seither wurden die Dächer aus Sicherheitsgründen mit Schiefer gedeckt.
Insbesondere seit der zweiten Hälfte des 14. Jahrhunderts zeigten sich deutliche Anzeichen von Verweltlichung. Einige Mönche betrieben Geldgeschäfte und waren fast stets abwesend. Andere kauften Güter und Hörige oder hielten Jagdhunde.
Hinzu kamen Belastungen durch die Fehden seit dem späten 14. Jahrhundert bis Mitte des 15. Jahrhunderts. Betroffen war Liesborn besonders wegen seiner Grenzlage im Hochstift Münster.

#### Klosterreform

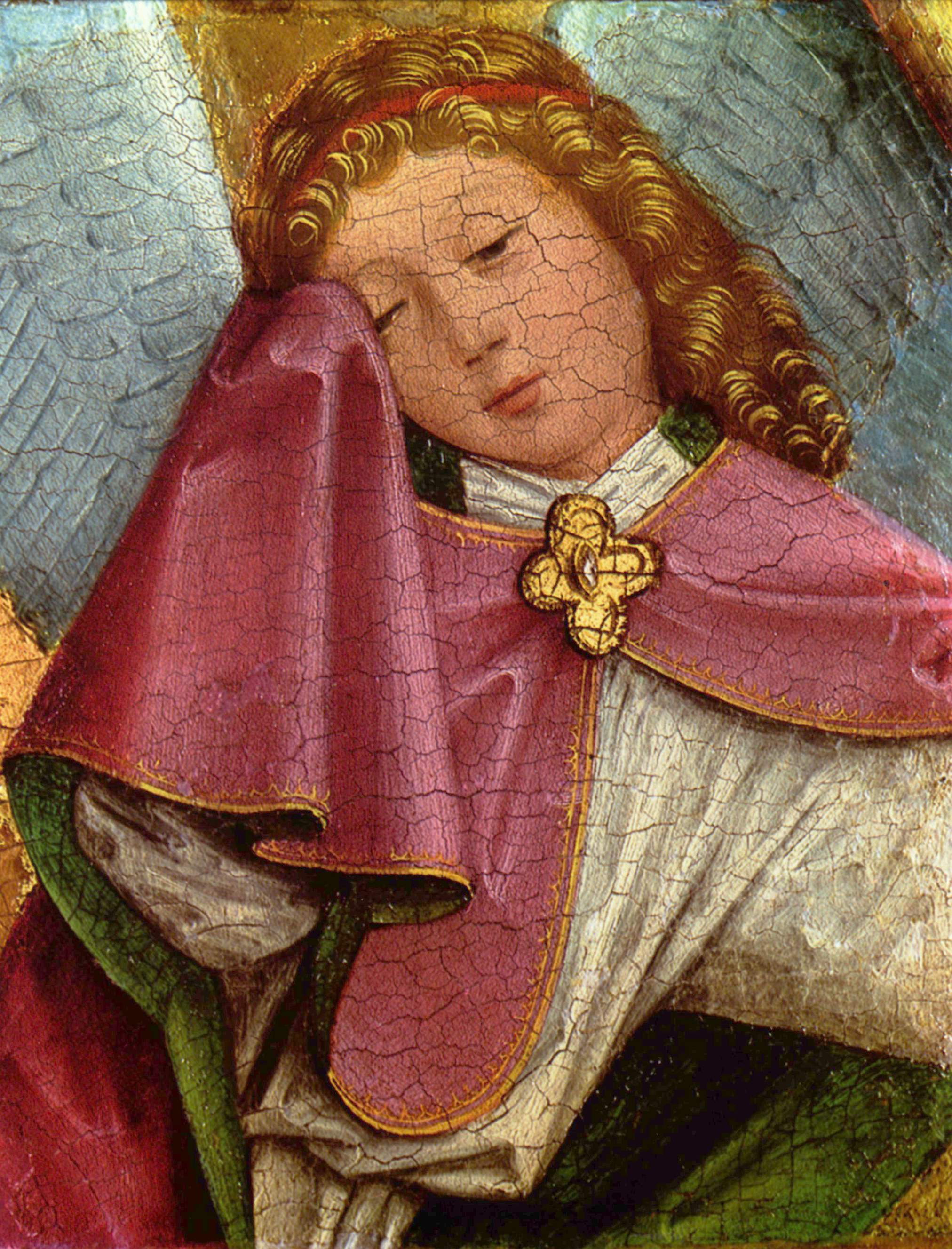
Teil des ehemaligen Hochaltars von 1465

Im Jahr 1464/1465 schloss sich das Kloster der Reformgemeinschaft der Bursfelder Kongregation an. Danach wurde die bis dahin häufig nicht mehr eingehaltene Stabilitas der Mönche wieder beachtet. Unter den Äbten Heinrich von Kleve (1464–1490) und Johann Smalebecker (1490–1522) kam es auch zu einem ökonomischen Aufschwung. Neue Gebäude wurden erbaut und das geistliche und künstlerische Leben erfuhr einen Aufschwung. Smalebecker wurde mehrmals in wichtige Ämter der Bursfelder Union berufen. Der neue Geist beeinflusste auch die Reform weiterer Klöster und Damenstifte im Sinne der Bursfelder Kongregation. Der Mönch Bernard Witte (1490 bis etwa 1534) war stark vom Humanismus beeinflusst. Er schrieb eine Westfälische Geschichte und eine Geschichte der Abtei.

#### Niedergang im konfessionellen Zeitalter
Kurze Zeit später war diese Phase beendet. Das Kloster geriet ökonomisch, aber auch geistlich in die Krise. Abt Anton Kalthoff war von Ideen der Täufer beeinflusst und wurde deshalb abgesetzt. Abt Gerhard Schultermann und sein Nachfolger Gerlach Westhof (1554–82) spielten eine wichtige Rolle als Ratgeber und Gesandte des Bischofs. Sie waren daher häufig abwesend, was dazu führte, dass die Klosterzucht nachließ. Außerdem führte der kostspielige Lebensstil der Äbte zu einer hohen Verschuldung. Dennoch oder womöglich deshalb beherbergte die Abtei in Gerlachs Abbatiat zweimal das Generalkapitel der Bursfelder Reformunion in ihren Mauern, erstmals 1556 und nochmals im Jahr 1578.
Visitationen ergaben, dass die Mönche ihren monastischen Pflichten nicht mehr nachkamen. Eine hohe Zahl von Dienern verursachte hohe Kosten, wofür Klosterbesitz verkauft wurde. Im Jahr 1610 lagen die Schulden bei 24.154 Talern. Man sah keine Möglichkeit mehr, als den Konvent drastisch zu verkleinern. Nur noch der Abt mit wenigen Mönchen sollten zurückbleiben, während die übrigen Klosterinsassen auf andere Klöster verteilt wurden. Hinzu kamen während des Dreißigjährigen Krieges Übergriffe durch verschiedene Söldnergruppen. Christian von Braunschweig-Wolfenbüttel erpresste 8000 Taler, und die Schweden plünderten das Kloster neun Mal hintereinander. Im Jahr 1633 lebte in Liesborn kein Mönch mehr, nachdem der Rest des Konvents nach Lippstadt geflohen war. Erst nach und nach kehrten die Mönche ab 1638 zurück.

#### Wiederaufschwung und Ende
Nach Ende des Krieges lebten wieder 18 Brüder im Kloster. Unter Abt Gregor Waltmann (1698–1739) und seinen Nachfolgern erlebte das Kloster eine neue Blüte. Trotz verschiedener Plünderungen konnte sich die Gemeinschaft auch wirtschaftlich erholen. Das Kloster wurde im barocken Stil umgestaltet. Im 18. Jahrhundert lebten zeitweise bis zu 40 Konventsangehörige im Kloster. Der wirtschaftliche Aufschwung führte dazu, dass die Bibliothek erweitert werden konnte. Zudem wurde die Abtei im letzten Jahrhundert ihres Bestehens viermal als Tagungsort des Bursfelder Generalkapitels ausersehen: 1709, 1730, 1751 und auch das letzte Kapitel der Kongregation sollte 1785 in Liesborn stattfinden, wozu allerdings nur noch 5–6 Äbte erschienen.
Im Zuge der Säkularisation wurde das Kloster am 2. Mai 1803 durch den neuen preußischen Landesherrn aufgehoben. Die Benediktinermönche wurden in Pension geschickt und die Dienstboten entlassen. Der ehemalige Prior des Klosters, Heinrich Georg Hüffer, wurde zum Ortspfarrer von Liesborn. 

### Seit der Säkularisation
Das Kloster wurde zu einer königlichen Domäne (später wurde die Domäne an die Herzöge von Croÿ verkauft).
Die Abteikirche wurde mit der Pfarrkirche vereinigt und 1823 als neue Pfarrkirche geweiht. Die übrigen Klostergebäude wurden abgerissen oder verkauft. Die wertvolle Bibliothek und zahlreiche Kunstgegenstände wie der heute nur noch in Bruchstücken vorhandene Liesborner Altar wurden versteigert.
Über den ehemaligen Haupteingang erreichte man die Amtsstube bzw. von 1955 bis 1974 die Amtsnebenstelle der Gemeinde Liesborn und den Sitzungssaal (heute Festsaal) sowie die Polizeistation.
Bis 1982 befand sich in der ehemaligen Abtei das 1967 gegründete Kreisarchiv Warendorf.
Anlässlich des 500. Jubiläums der Weihe des Hochaltars, den der Meister von Liesborn geschaffen hatte, wurde der Entschluss gefasst, an diesem Ort ein Museum einzurichten. Seit 1966 ist im Kloster das Museum Abtei Liesborn untergebracht. Zunächst war mit dem im selben Jahr gegründeten Kreisheimathaus des damaligen Kreises Beckum (heute Kreis Warendorf) in nur zwei Räumen der ehemaligen Abtei eine Ausstellung eingerichtet; heute erstreckt sich das vom Kreis Warendorf getragene Museum Abtei Liesborn über nahezu das ganze Klostergebäude.

## Baugeschichte

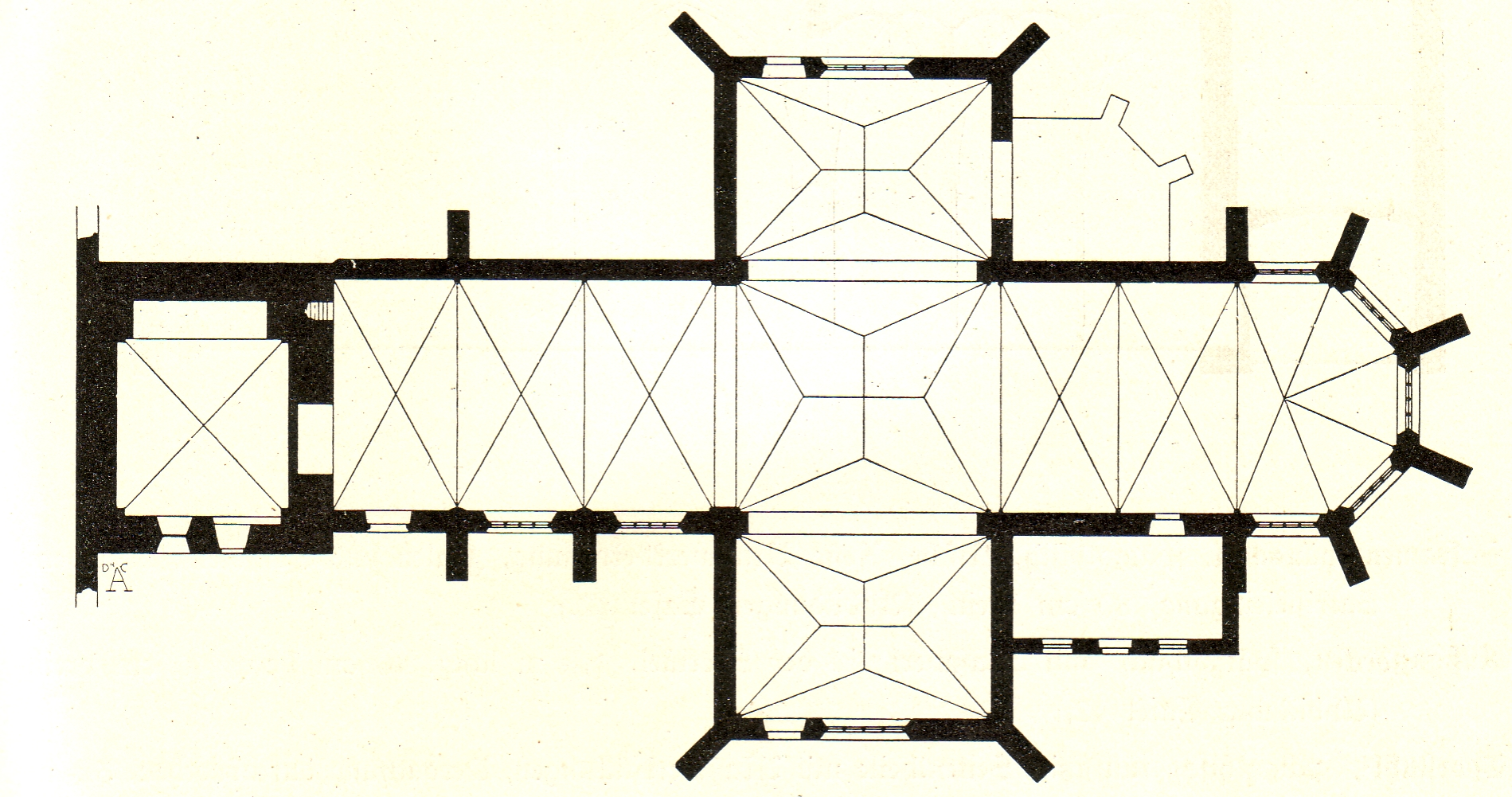
Grundriss der Klosterkirche

Nach dem Brand einer älteren Kirche erfolgte 1121 ein Neubau. Dabei wurde ein bestehender Turm mit einbezogen. Ein weiterer Kirchenneubau folgte ab 1306. Dabei wurde zunächst nur der Chor neu gebaut. Das Langschiff folgte zwischen 1441 und 1465. Danach wurde das Querhaus zwischen 1499 und 1503 erbaut.
Von kunstgeschichtlich hoher Bedeutung ist der Hochaltar von Johann von Soest, auch Meister von Liesborn genannt.
Im Jahr 1701 wurde das Konventsgebäude umgebaut. Ab 1735 folgte der Neubau des Klostergebäudes durch Michael Spanner. Das barocke Abthaus ist ein dreiflügeliger Bau. Er verfügt über ein repräsentatives Portal mit Freitreppe. Zwischen 1739 und 1755 wurde der Nordflügel angebaut.
Nach der Säkularisation wurde der Konventsflügel Steinbruch. Der Hochaltar wurde in Einzelteile zerlegt und verkauft. Wertvolle Handschriften und Bücher kamen nach Münster und werden heute in der Universitäts- und Landesbibliothek aufbewahrt.
Andere Teile wurden im späten 19. Jahrhundert restauriert. Im Jahr 1952 wurde der Nordflügel der Abtei wiederhergestellt.

## Der Hochaltar

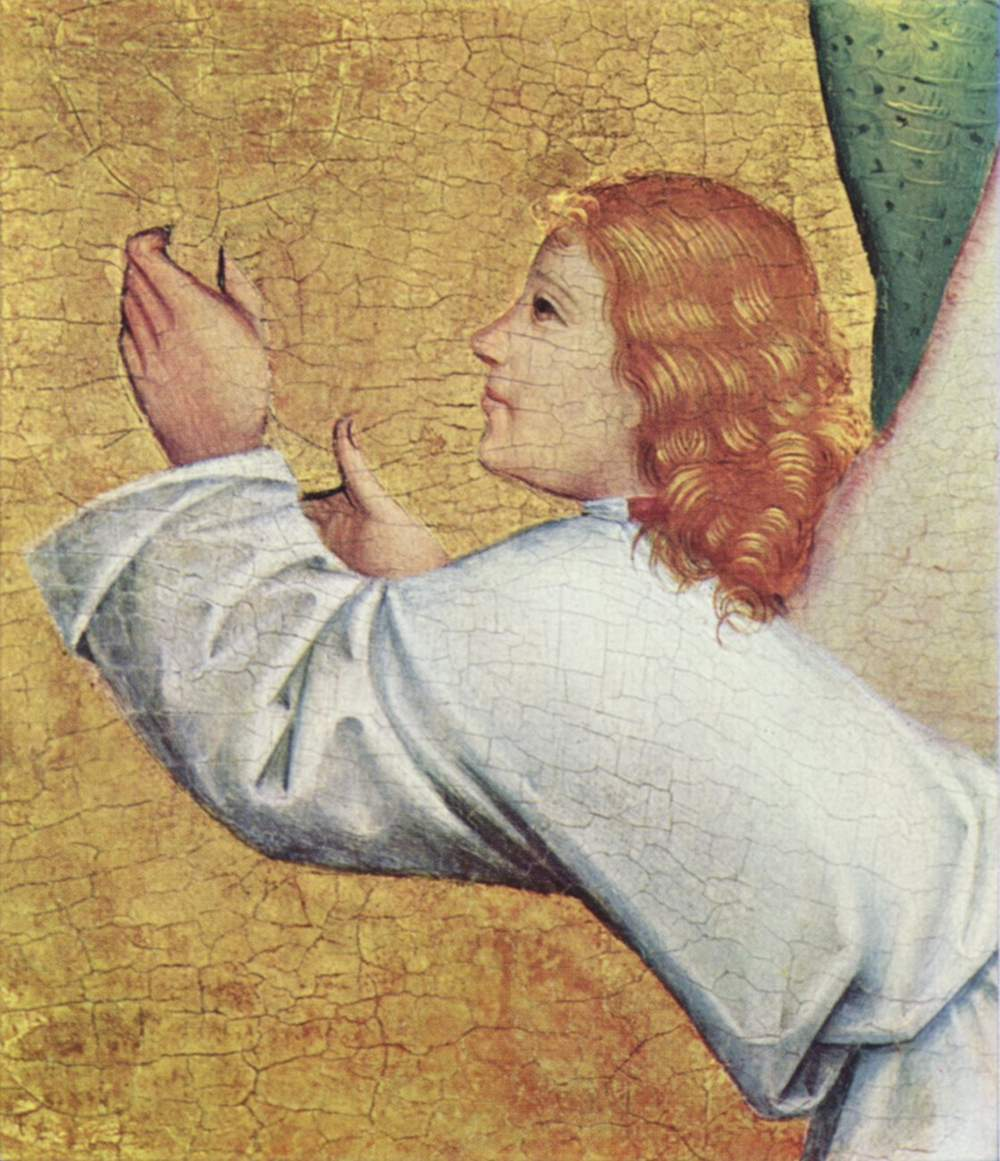
Teil des ehemaligen Hochaltars

Den von Johann von Soest geschaffenen Hochaltar  weihte Abt Heinrich von Kleve 1465 zusammen mit vier weiteren Nebenaltären.  Er zeigte in der Mitte Christus am Kreuz sowie weiter Szenen aus dem Marienleben und Heilige. Der Altar war wohl kein Flügelaltar, sondern die Bilder waren nebeneinander aufgereiht. Die genaue Zusammenstellung des Altars kann nicht mehr vollständig und zweifelsfrei rekonstruiert werden, da er nur noch in Fragmenten erhalten ist. Auch das Mittelbild wurde fragmentiert.
Der Altar wurde im Zuge der Säkularisation des Klosters um 1807 unter der französischen Besatzung zu 14 oder mehr Einzelgemälden zersägt und  verkauft. Acht wesentliche Teile gelangten 1854 in den Besitz der National Gallery, London, als Teil eines größeren Aufkaufs von westfälischer Kunst des Mittelalters. Dieser Aufkauf begann schon damals die „Schönheit und Wichtigkeit“ einer „Westfälischen Schule“ und der Arbeit eines Liesborner Meisters zu betonen.
Andere Teilstücke wie die Kreuzigung Christi gelangten in die Sammlung des LWL-Landesmuseums für Kunst und Kulturgeschichte in Münster. Sie sind bis heute im Besitz des Westfälischen Kunstvereins, und des Landesmuseums, wo sie zu den „schönsten und wichtigsten Gemälden der Sammlung“ gezählt werden.
Eine Tafel gelangte auf den Altar in der Kirche von Brant Broughton, Lincolnshire.

## Liste der Äbtissinnen und Äbte

### Äbtissinnen
- Roswindis
- Thitmodis
- Wicburgis
- Bya
- Luthgardis
- Eyla
- Gisla
- Hechildis
- Gerredis
- Christina
- Berthildis
- Oderadis
- Thidetrudis

### Äbte
- Balduin (1130–1161)
- Franco (1161/62–1178)
- Wenzo (1178–1190)
- Engelbert (1190–1198)
- Werner (1198–1221)
- Burchard (1221–1239)
- Gottschalk (1239–1241)
- Gottfried (1241–1265)
- Gerhard (1265–1304)
- Florin Ketelhot (1304–1328)
- Arnold (1328–1340)
- Friedrich Mare (1340–1358)

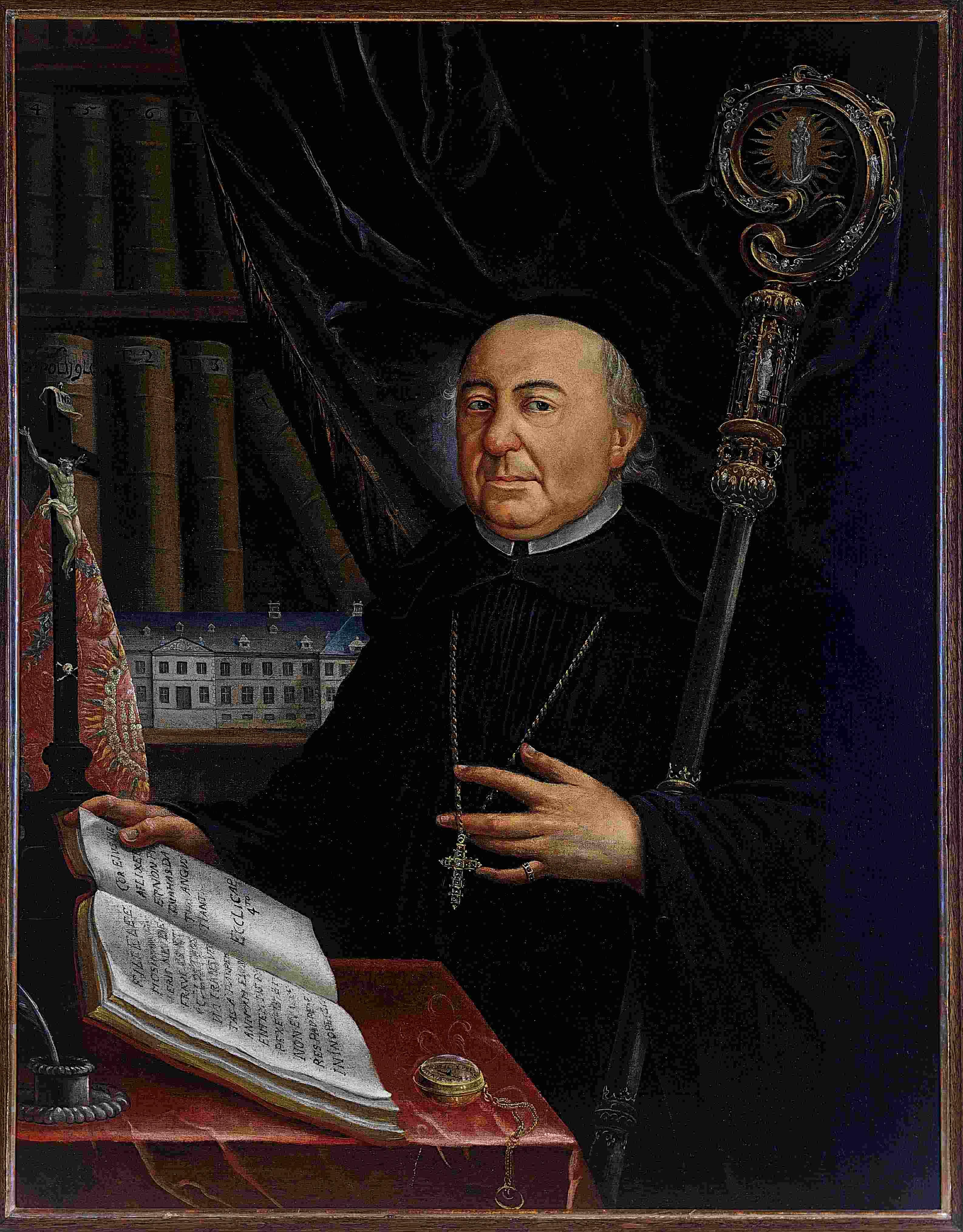
Abt Gregor Waltmann (1698–1739)

- Heinrich von Rodenberg (1358–1381)
- Wessel von der Recke (1381–1384)
- Hermann van dem Sande (1384–1431)
- Lubbert Oldehoff (1431–1462)
- Stephan Walrave (1462–1464)
- Heinrich von Kleve (1464–1490)
- Johannes Schmalebecker (1490–1522)
- Anton Kalthoff (1522–1532)
- Gerhard Schultemann (1532–1550)
- Maurus Huggelmeier (1550–1554)
- Gerlach Westhoff (1554–1582)
- Johannes Rodde (1582–1601)
- Lambert Lemme (1601–1610)
- Jakob Veltmann (1610–1620)
- Hermann Zurgeist (1620–1651)
- Georg Fuisting (1651–1668)
- Maurus Schräder (1668–1678)
- Bonifazius Middendorf (1678–1688)
- Anselm Langen (1688–1698)
- Gregor Waltmann (1698–1739)
- Heinrich Hase (1739–1751)
- Ambrosius Rappert (1751–1767)
- Ludger Zurstraßen (1767–1798)
- Karl von Kerssenbrock (1798–1803)